# ТЭП10Л
ТЭП10Л — советский магистральный пассажирский односекционный и однокабинный тепловоз мощностью 3000 л.с. Выпускался Луганским (Ворошиловградским) тепловозостроительным заводом с 1964 по 1967 год и по конструкции представлял собой пассажирский вариант выпускавшегося на этом же заводе грузового 2ТЭ10Л.

## Производство
С 1961 года Харьковский завод транспортного машиностроения выпускал тепловозы ТЭП10, представляющие собой пассажирский вариант появившегося недавно грузового ТЭ10, который сам был построен в небольшом количестве (26 штук ТЭ10 и 19 штук 2ТЭ10). В том же году [1961] Луганский тепловозостроительный завод построил первый тепловоз 2ТЭ10Л, который представлял собой модификацию харьковского 2ТЭ10 (механическая часть была унифицирована с опытным ТЭ3Л), и мог уже выпускаться в большом количестве (всего было построено 3,6 тысячи 2ТЭ10Л). Тогда Министерство путей сообщения СССР заказало Луганскому заводу пассажирскую модификацию нового тепловоза.
В 1964 году была выпущена партия из 20 односекционных тепловозов, которым присвоили серию ТЭП10Л (ТУ24-4-438-72) и направили в локомотивное депо Котовск (Одесско-Кишинёвская железная дорога). От харьковского ТЭП10 «луганец» перенял дизель-генераторную установку (10Д100) и экипажную часть с тяговым приводом, из-за чего имел такие же тяговые параметры. ТЭП10Л представлял собой секцию грузового 2ТЭ10Л, но с тяговыми редукторами от ТЭП10 (передаточное отношение 63:20=3,15 при модуле 11 мм), что позволило повысить конструкционную скорость до 140 км/ч, и тормозами пассажирского типа. Также от ранних 2ТЭ10Л новый тепловоз отличался увеличенными размерами лобовых стёкол, но вскоре такие стали ставить и на 2ТЭ10Л. Стремясь унифицировать грузовой и пассажирский локомотивы, конструкторы даже не стали оборудовать последний дополнительной кабиной, из-за чего тот на конечных станциях участков был вынужден разворачиваться. Также два ТЭП10Л могли эксплуатироваться по системе двух единиц, как и секции грузового 2ТЭ10Л, при этом устранялась проблема в поворотах на конечных станциях. Впоследствии на некоторых дорогах эти машины так и эксплуатировали, водя ими особо тяжёлые пассажирские поезда.
Первые 20 машин имели цельнокатанные колёса, а также тяговые электродвигатели ЭД-104А, кроме № 009, который имел тяговые электродвигатели ЭД-107, так называемого унифицированного типа, которые до этого были опробованы на 2ТЭ10Л-004 и применялись на ТЭП10 с № 109. С 1965 года завод начал выпускать ТЭП10Л с тяговыми электродвигателями ЭД-107 и колёсами, имеющих бандажи. По заводским данным, было также изменено и передаточное отношение тягового редуктора — с 3,15 (63:20, модуль 11 мм) до 3,04 (модуль 10 мм). ТЭП10Л-039 и ТЭП10Л-040 имели стеклопластиковые кабины машинистов. Тепловозы ТЭП10Л выпускались лишь до 1967 года (ТЭП10 — до 1968 года), после чего производство было прекращено, так как количество пассажирских тепловозов на советских дорогах уже было достаточным. Всего за 4 года Луганский завод построил 218 тепловозов серии ТЭП10Л.

## Эксплуатация

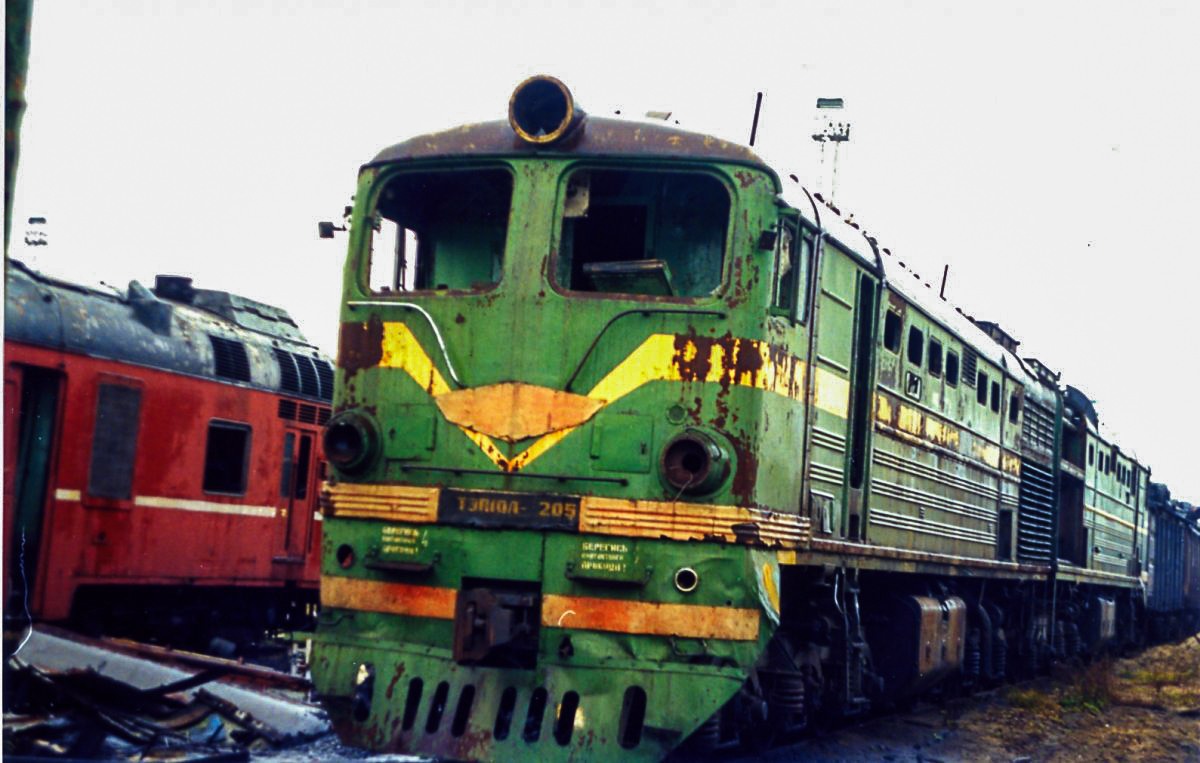
ТЭП10Л-042 под номером 205 в депо Узловая

Тепловозы поначалу направлялись на Одесско-Кишинёвскую железную дорогу, где сперва работали в депо Котовск, но с середины 1970-х годов были заменены коломенскими ТЭП60 и 2ТЭП60 и переведены в депо имени Т. Г. Шевченко и Николаев той же дороги. Также ТЭП10Л направляли на Московскую (депо Брянск I), Северную (депо Буй) и Казахскую (депо Актюбинск и другие) железные дороги. Всего по данным на 1 января 1976 года в эксплуатации оставались 217 тепловозов, которые были распределены по следующим дорогам: Казахская — 93 штуки; Одесско-Кишинёвская — 53 штуки; Московская — 46 штук; Северная — 25 штук. В 1980-е — 1990-е годы все ТЭП10Л были списаны и разрезаны на металлолом.

## Культурные аспекты
Тепловоз ТЭП10Л-061 можно увидеть в конце фильма «Вертикаль», когда альпинисты возвращаются домой и прощаются на вокзале.